# Lancer du poids masculin aux Jeux olympiques d'été de 1932
Pour un article plus général, voir Athlétisme aux Jeux olympiques d'été de 1932.
Navigation
Amsterdam 1928 Berlin 1936
L'épreuve du lancer du poids masculin aux Jeux olympiques de 1932 s'est déroulée le 31 juillet 1932 au Los Angeles Memorial Coliseum de Los Angeles, aux États-Unis. Elle est remportée par l'Américain Leo Sexton.

## Résultats

### Finale
| Rang               | Athlète               | Pays            | Marque | Notes |
| ------------------ | --------------------- | --------------- | ------ | ----- |
| Médaille d'or      | Leo Sexton            | États-Unis      | 16.00  | OR    |
| Médaille d'argent  | Harlow Rothert        | États-Unis      | 15.67  |       |
| Médaille de bronze | František Douda       | Tchécoslovaquie | 15.61  |       |
| 4                  | Emil Hirschfeld       | Allemagne       | 15.56  |       |
| 5                  | Nelson Gray           | États-Unis      | 15.46  |       |
| 6                  | Hans-Heinrich Sievert | Allemagne       | 15.07  |       |
| 7                  | József Darányi        | Hongrie         | 14.67  |       |
| 8                  | Jules Noël            | France          | 14.53  |       |
| 9                  | Zygmunt Heljasz       | Pologne         | 14.49  |       |
| 10                 | Harry Hart            | Afrique du Sud  | 14.22  |       |
| 11                 | Clément Duhour        | France          | 13.96  |       |
| 12                 | Kalle Järvinen        | Finlande        | 13.91  |       |
| 13                 | Paul Winter           | France          | 13.14  |       |
| 14                 | Pedro Elsa            | Argentine       | 11.21  |       |
|                    | Antônio Lira          | Brésil          |        | NM    |